# Journal of Economic Growth
Das Journal of Economic Growth ist eine vierteljährlich erscheinende wissenschaftliche Zeitschrift zu volkswirtschaftlichen Themen. Verlag ist das luxemburgische Unternehmen Springer Science+Business Media, der es 1996 auch gründete. Es publiziert seitdem sowohl empirische als auch theoretische Arbeiten zu den Bereichen Wirtschaftswachstum und Makroökonomie. Chefredakteur ist Oded Galor.

## Rezeption
Eine Studie der französischen Ökonomen Pierre-Phillippe Combes und Laurent Linnemer listet das Journal mit Rang 31 von 600 wirtschaftswissenschaftlichen Zeitschriften in die drittbeste Kategorie A ein.
Das Journal hatte 2014 nach eigenen Angaben einen Impact Factor von 3.042.